# Константин Каменов
Константин Димитров Коцев – Каменов (1901 – 1953) е български художник карикатурист, наричан още Камен Каменов.

## Биография
Константин Коцев Каменов е роден през 1901 г. в София.
Появява се в хумористичния печат през 1925 г. (в „Българанска свирка“, „Единство“, „Маска“). През есента на 1929 г, се записва за студент по архитектура в Дрезден, но не довършва следването си. След завръщането си в София сътрудничи на вестниците „Време“ „Ново време“, като реагира остро срещу нарушаването на свободата на печата при управлението на Демократическата партия в рамките на Народния блок, също и във в. „Папагал“ и „Камбана“. През 1932 г. една карикатура на Константин Каменов, публикувана във в. „Време“ в броя от 24 юни, придобива популярност – тя показва проф. Александър Балабанов като „мост“ за кариерата на неговото протеже, поетесата Яна Язова.
През 1938 г. Каменов участва в обща карикатурна изложба в Белград с Александър Божинов, Илия Бешков, Александър Добринов, Никола Тузсузов, Райко Алексиев, Стоян Венев, Чудомир, Кирил Буюклийски и Янко Павлов.
Известен е най-вече с политическите си карикатури за вестник „Утро“, излизал в периода 1911 – 1944 г. в София с редактори Ст. Д. Танев, Т. Генович, Ал. Иванов и др.
През 1945 г., заедно с карикатуристите Александър Божинов и Александър Добринов, е сред подсъдимите пред Народния съд. Той получава най-високата присъда – 5 години строг тъмничен затвор, 8 години лишаване от граждански права и 5000 лева глоба, но наказанието не е приложено в пълния му размер.
Въпреки това, по спомени на Христо Бръзицов, Каменов „дава карикатури и при новото време, но с псевдоним „Еленов“.
Константин Каменов умира през 1953 г. Христо Бръзицов си спомня: „...наглед здрав, той страдаше от някакви язви и постоянно очакваше края си. Той не закъсня – около 1953 година Константин Каменов се помина…. Сприхав и себелюбив, той бе талантлив, което и най-необичащите го не можеха да му откажат.“